# Brzytwodziób afrykański
Brzytwodziób afrykański (Rynchops flavirostris) – gatunek średniej wielkości ptaka z rodziny mewowatych (Laridae), podrodziny brzytwodziobów. Występuje w Afryce, w większości subsaharyjskiej. Nie jest zagrożony wyginięciem.

## Taksonomia
Po raz pierwszy gatunek opisał Louis Jean Pierre Vieillot w roku 1816. Przydzielił mu nazwę Rhyncops flavirostris. Miejsce zebrania holotypu oznaczono błędnie jako Australasie; według autorów Handbook of the Birds of the World był to Senegal. Międzynarodowy Komitet Ornitologiczny umieszcza brzytwodzioba afrykańskiego pośród dwóch innych gatunków w rodzaju Rynchops; uznaje gatunek za monotypowy.

## Morfologia
Długość ciała R. flavirostris mieści się w przedziale 36–42 cm. Rozpiętość skrzydeł wynosi blisko 106 cm, samo skrzydło liczy 33–36 cm długości. U samców górna szczęka mierzy 61–70 mm, u samic 51–62 mm. Długość dolnej szczęki to 78–90 mm. Ogon ma długość 120–135 mm, skok 25–27 mm.
W upierzeniu brak dymorfizmu płciowego, samica mniejsza od samca. U dorosłego samca w szacie godowej czoło białe, wierzch głowy, kark i reszta spodu ciała ciemnobrązowa (według Arthura Starka dokładnie w kolorze umbry) z ciemniejszymi lotkami. Na lotkach II rzędu i sterówkach występują białe krawędzie. Boki głowy, spód szyi i pozostała część spodu ciała białe. Pokrywy podskrzydłowe szarobrązowe. Tęczówka brązowa. Górna szczęka przybiera barwę od szkarłatnej po głęboko pomarańczową, żuchwa jaśniejsza; nogi i stopy jaskrawoczerwone. Osobniki młodociane wyróżnia czoło pokryte szarymi pasami i żółta nasada dzioba z czarną jego dalszą częścią. Pisklęta mają dziób podobny jak u rybitw – nie posiadają żadnej z charakterystycznych dla osobników dorosłych cech.

## Zasięg występowania
Większość zasięgu brzytwodzioba afrykańskiego skupia się w Afryce Subsaharyjskiej. Występuje w okolicach większych rzek i jezior, od Senegalu poprzez Mali, Niger i Czad na wschód po Sudan i południowo-zachodnią Etiopię oraz na południe po skrajnie północną Namibię (Kunene), północną Botswanę, dorzecze rzeki Zambezi i południowy Mozambik; zasięg sięga aż po RPA. W 1987 prawdopodobnie odbył lęgi w południowym Egipcie (Jezioro Nasera). Poza sezonem lęgowym pojawia się w na północny zachód od rzeki Gambia i okolicach rzeki Nil w jej egipskiej części.

## Ekologia

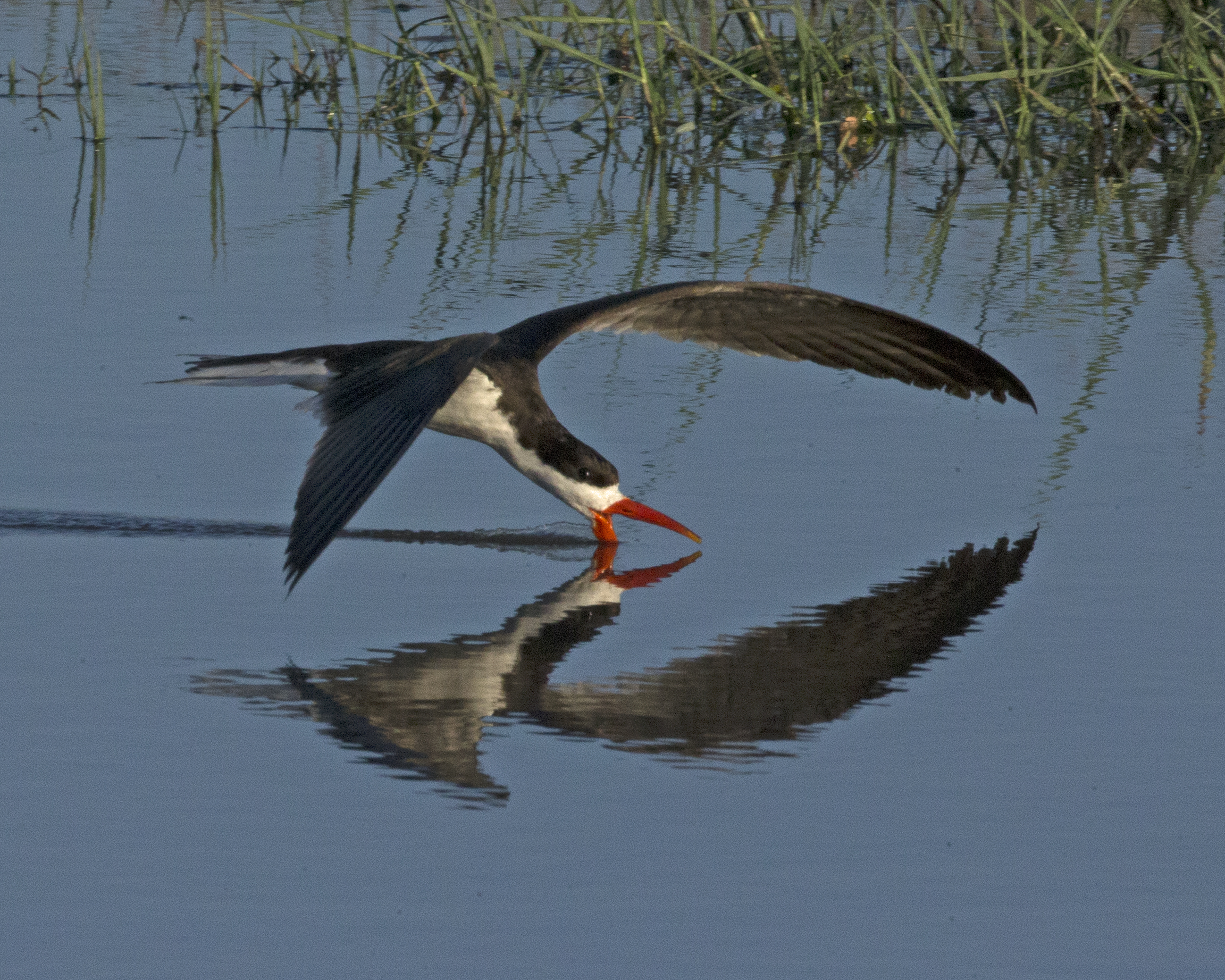
Żerujący brzytwodziób afrykański

Środowiskiem życia brzytwodziobów afrykańskich są okolice dużych jezior i rzek z obszernymi, wyeksponowanymi mieliznami i wyspami, na których odpoczywa i rozmnaża się. Lata nad wodą z zanurzoną w wodzie wystającą żuchwą, która pozostawia na wodzie ślad swojego ruchu; kiedy dziób napotka na zdobycz – najczęściej rybę liczącą do około 8 cm długości – natychmiast zatrzaskuje dziób, łapiąc zdobycz. Do rozpoznanych zdobyczy u ptaków zamieszkujących RPA należy Tilapia, Barbus, Aplocheilichthys, trąbonos wielkołuski (Marcusenius macrolepidotus), Micralestes acutidens, Hepsetus odoe oraz Petrocephalus catostoma. Ptaki szukają zdobyczy głównie nocą, bardzo dobrze widzą w ciemnościach. Kiedy muszą wykarmić i pisklęta, polują także popołudniem. Ptaki odzywają się nieczęsto, głównie w locie i w pobliżu kolonii.

### Lęgi

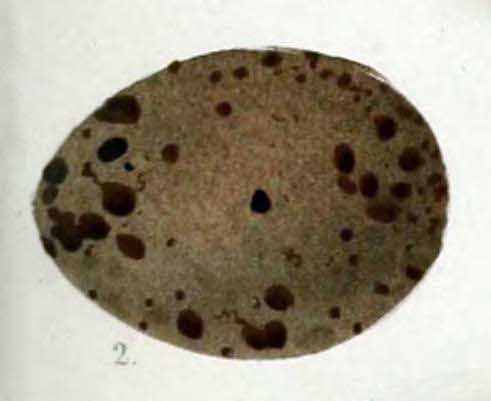
Ilustracja jaja brzytwodzioba afrykańskiego, 1853, „Journal für Ornithologie”

R. flavirostris to gatunek monotypowy. Gniazduje samotnie lub w kolonii liczącej do 25 par ptaków, niekiedy z innymi gatunkami, jak żwirowiec łąkowy (Glareola pratincola), szablodziób (Recurvirostra avosetta) czy sieweczka białoczelna (Charadrius marginatus). Gniazdo prawdopodobnie budują oba ptaki z pary; stanowi je wydrapany dołek w ziemi, często wilgotnej. Nierzadko ptaki wydrapują kilka dołków, by potem wybrać ten najlepszy. Zazwyczaj takie gniazdo znajduje się na piaszczystej mieliźnie na wysokości bliskiej poziomowi wody. Okres składania jaj zależny od regionu występowania. W zachodniej i wschodniej Afryce jest to głównie marzec–czerwiec, na południe od równika przeważnie od czerwca do listopada (np. sierpień–październik w Botswanie i sierpień–październik w RPA). W zniesieniu znajdują się 2–4 jaja (dane dla ptaków z RPA). Anton Reichenow podaje wymiary jaja 39,5–42 na 28–29,5 mm. Oba ptaki z pary wysiadują je na zmianę przez 20–22 dni. Młode dzień lub dwa po wykluciu opuszczają gniazdo i udają się z rodzicami w kierunku wody. Ci ochraniają je przed upałem oraz drapieżnikami. Pisklęta są w pełni opierzone po blisko 4 tygodniach. 5 lub 6 tygodni od wyklucia młode podejmują swój pierwszy lot, ale po tym nadal karmione są jeszcze przez rodziców.

## Status zagrożenia
Przez IUCN gatunek klasyfikowany jest jako najmniejszej troski (LC, Least Concern) od 2021 roku; wcześniej uznawany był za gatunek bliski zagrożenia (NT, Near Threatened). Liczebność światowej populacji ocenia się na 10–17 tysięcy dorosłych osobników, a jej trend oceniany jest jako spadkowy. Zagrożeniem dla gatunku jest budowanie tam, podobnie jak i rolnictwo, przez które poziom rzek podnosi się, zalewając lub zabagniając preferowane obszary lęgowe. W niektórych obszarach zagrożeniem jest także wybieranie jaj z gniazda, łapanie dorosłych w pułapki i niepokojenie ptaków przez ludzi, bydło i łodzie. Nie jest jasne, czy na populacje akurat małych ryb wpłynęły zanieczyszczenia, nadmierny połów i wprowadzenie gatunków drapieżnych. BirdLife International wskazuje 21 ostoi ptaków IBA, w których ten gatunek występuje; należy do nich m.in. Park Narodowy Sumbu (Zambia), Park Narodowy Królowej Elżbiety (Uganda), Park Narodowy Rusizi (Burundi).